# Katrinelund
Katrinelund is een deelgebied (Delområde) in het stadsdeel Centrum van de Zweedse stad Malmö. Het gebied ligt tussen Nobelvägen en de spoortlijn Kontinentbanan. De woningen bestaan met name uit huurwoningen uit de jaren 60. In het stadsdeel bevindt zich een ziekenhuis genaamd Malmö Östra Sjukhus. Het zuidelijke deel van het stadsdeel bestaat uit industrieel gebied en bevat Willys waar een kantoor van de immigratiedienst staat.

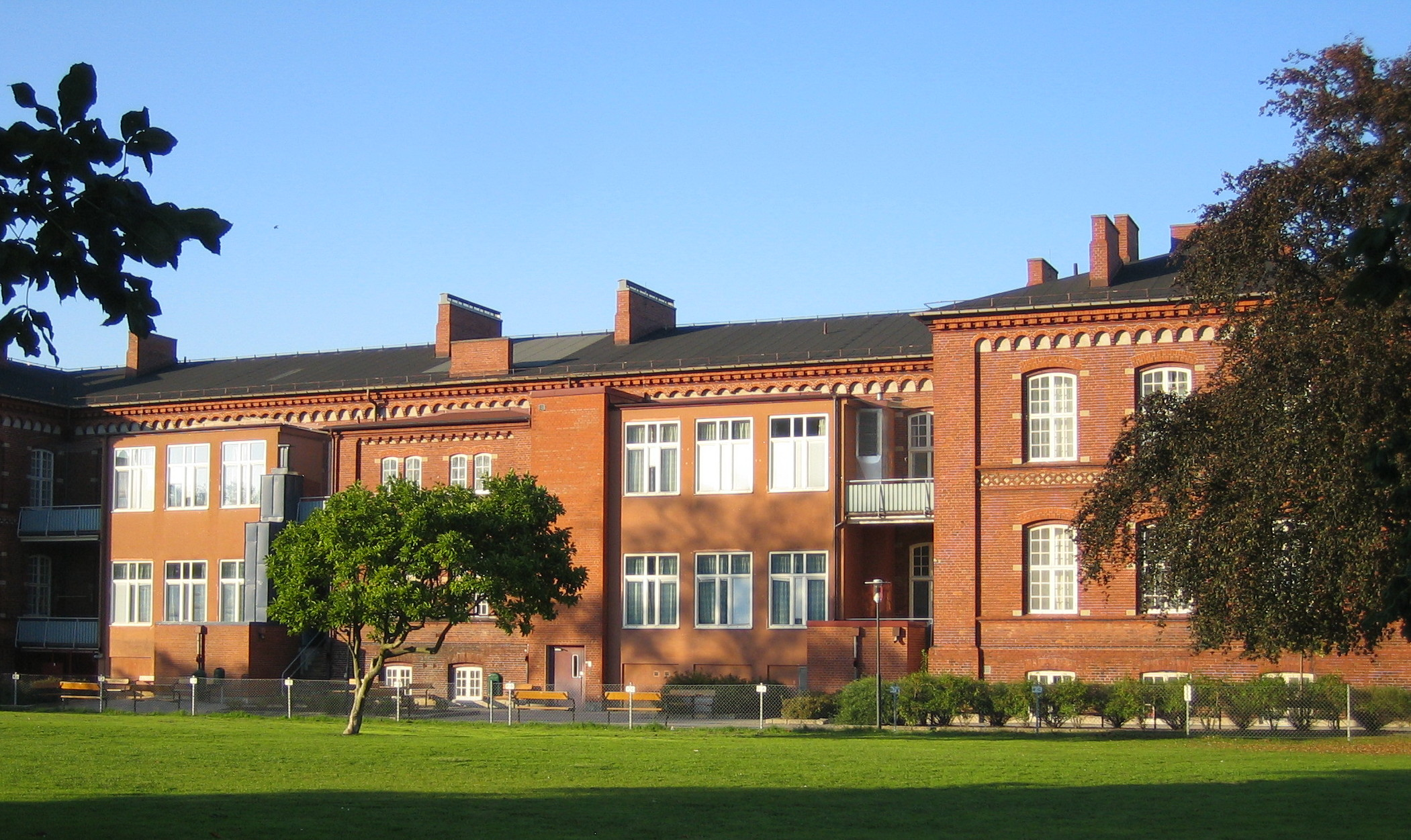
Rönnenskolan, een school in het gebied